# Galerie Anspach
La Galerie Anspach, anciennement «Galeries et Grand Bazar du boulevard Anspach», «Grand Bazar», ou «Centre Anspach», est une galerie commerciale située à Bruxelles. Elle relie le boulevard Anspach à l'angle de la place de la Monnaie et de la rue des Fripiers.

## Description
La galerie fait partie d'un complexe englobant la majeure partie du pâté de maisons formé par le boulevard Anspach, la rue Grétry, la rue de l'Évêque et la rue des Fripiers :

- la totalité des immeubles du côté du boulevard Anspach : les nos 26, 28, 30, 34 et 36
- les deux tiers du côté de la rue Grétry : jusqu'au no 20
- la totalité des immeubles du côté de la rue de l'Évêque : les nos 5, 11, 15, 19 et 21
- deux immeubles de la rue des Fripiers, à l'angle de la rue de l'Évêque : les nos 46 et 48

Depuis 2009, l'ensemble du complexe comprenant la galerie et ses abords est appelé les « Nouvelles Galeries du Boulevard Anspach ».
Outre les espaces commerciaux au rez-de-chaussée dans la galerie et à front de rue sur le pourtour du complexe, l'infrastructure comprend également aux étages un casino ainsi que des logements et un hôtel dont l'entrée est située près de l'angle du boulevard Anspach et de la rue de l'Évêque, ainsi qu'un accès à la station de métro et pré-métro De Brouckère à l'angle du complexe du boulevard Anspach et de la rue de l'Évêque.

## Historique
Les « Galeries et Grand Bazar du boulevard Anspach » datent de novembre 1898, et ont été créées par Victor Beausillon et son épouse Louise Tiriard. Louise Tiriard était la fille d'Auguste Tiriard, le créateur du « Grand Bazar de Liège ». Il s'agissait au départ d'un magasin à prix modérés et était situé à l'emplacement de l'ancien Hôtel de Suède et de ses jardins. Dès 1904 et au cours des décennies suivantes, le complexe fut progressivement étendu par l'incorporation progressive des bâtiments situés aux alentours. Plusieurs architectes, parmi lesquels Fernand Petit, Victor Horta et Michel Polak (en 1926-1927 et en 1934-1935), ont contribué à ces différentes extensions. Victor Horta a notamment conçu, en 1904, la façade du côté de la rue de l'Évêque.
En 1935, le nom changea et devint « Galeries Anspach ».
À la fin des années 1960, les galeries furent reliées au centre administratif de la ville de Bruxelles et à la galerie de la Monnaie.
Les Galeries sont rachetées en 1971 par le groupe américain Sears Roebuck de Chicago. En janvier 1972, les Américains décident de vendre et les Galeries Anspach se retrouvèrent de nouveau entre des mains belges, jusqu'à ce qu'elles soient rachetées, en novembre 1977, par le groupe français Agache-Willot. Celui-ci entre lui-même en liquidation et en 1983, le centre commercial dépose le bilan et la ville de Bruxelles racheta le bâtiment. Le centre commercial rouvre sous le nom d'Anspach Center et offre alors de nombreuses boutiques au rez-de-chaussée.
De mars 1985 jusqu'en 1996, le premier étage est occupé par l'Historium, un musée de cire,,,. En 1986, le hall contemporain y est ouvert au public avec la présence de Wilfried Martens, de Jean-Marie Pfaff et de Sandra Kim devant leur double de cire.
La non rentabilité des étages laissés vides et l'état général du bâtiment pesaient lourd sur les finances de la ville. Au milieu des années 1990, tout le Centre Anspach, hormis le rez-de-chaussée, subit de grandes difficultés financières. Les sept étages supérieurs sont vides de toute activité, ils ne subsistent que le musée de cire et le nouveau Virgin Megastore inauguré le 3 novembre 1995 sur 1 500 m2, tous deux au premier étage. En août 1996, le centre est à vendre. Les trois étages situés du sous-sol au premier étage sont concédés à la société « Nouvelles Galeries du boulevard Anspach » par bail emphytéotique valable jusqu'en 2044. L'avenir du musée de cire est alors en sursis. En octobre de la même année, ce bail ne concerne plus que le Virgin Megastore.
En 2001, ce dernier fait faillite. La ville vend le site en 2002 par bail emphytéotique au consortium « NGBA-Berheim-Fortis » afin de le rénover entièrement en y incluant une salle de jeu. Tout en conservant les façades, le complexe est alors entièrement détruit et les Nouvelles Galeries du Boulevard Anspach ouvrent leurs portes en 2009.
Les façades de la Galerie Anspach figurent à l'inventaire du patrimoine architectural de la Région de Bruxelles-Capitale.

## Transports en commun
Une entrée de la station de métro et pré-métro De Brouckère est située dans l'angle du complexe formé par le boulevard Anspach et la rue de l'Évêque.
De nombreuses lignes de transport en commun desservent les abords de la galerie (détails)

## Galerie de photos

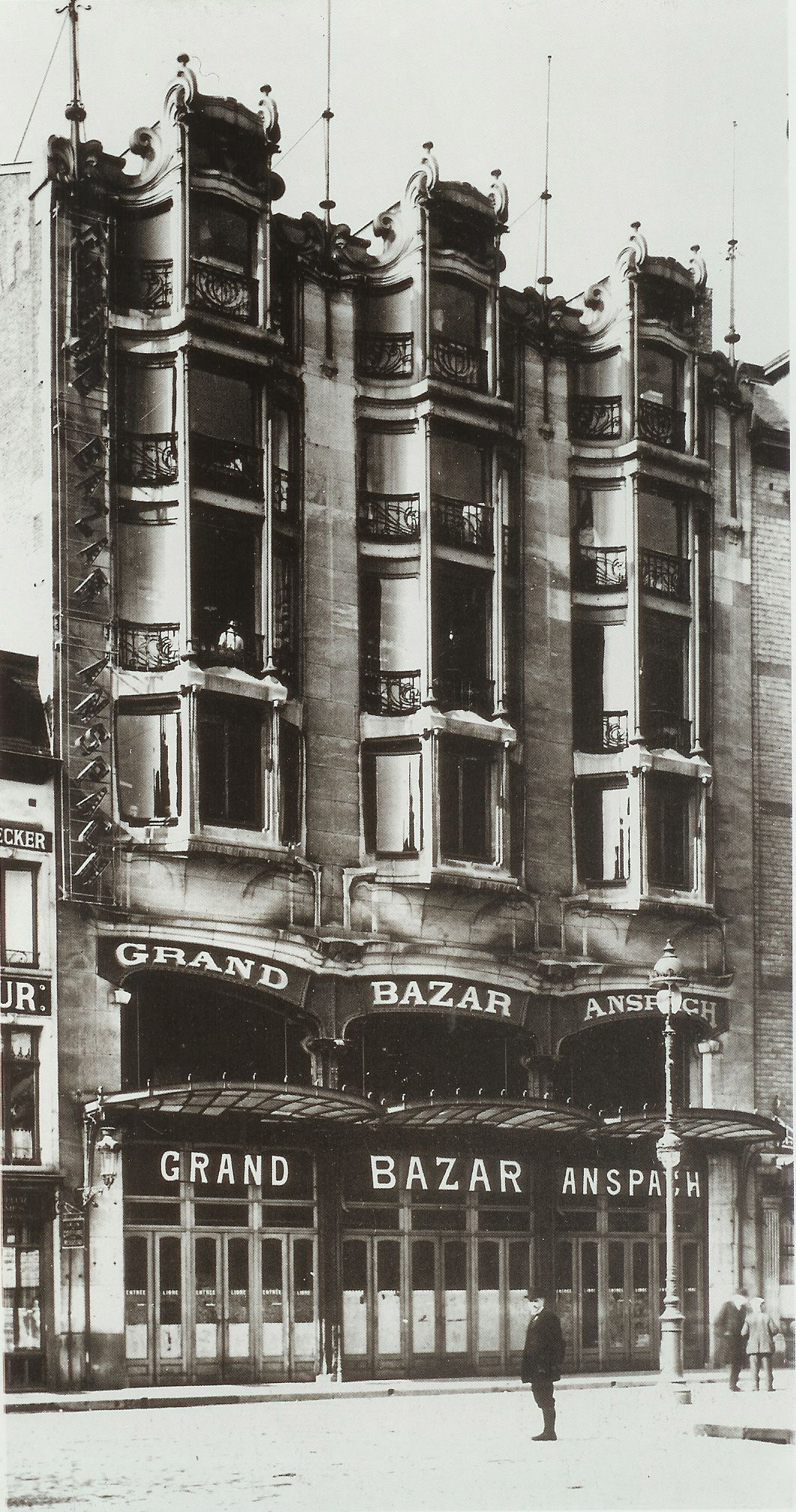
Ancienne façade du Grand Bazar Anspach (Victor Horta) (1903-1905)
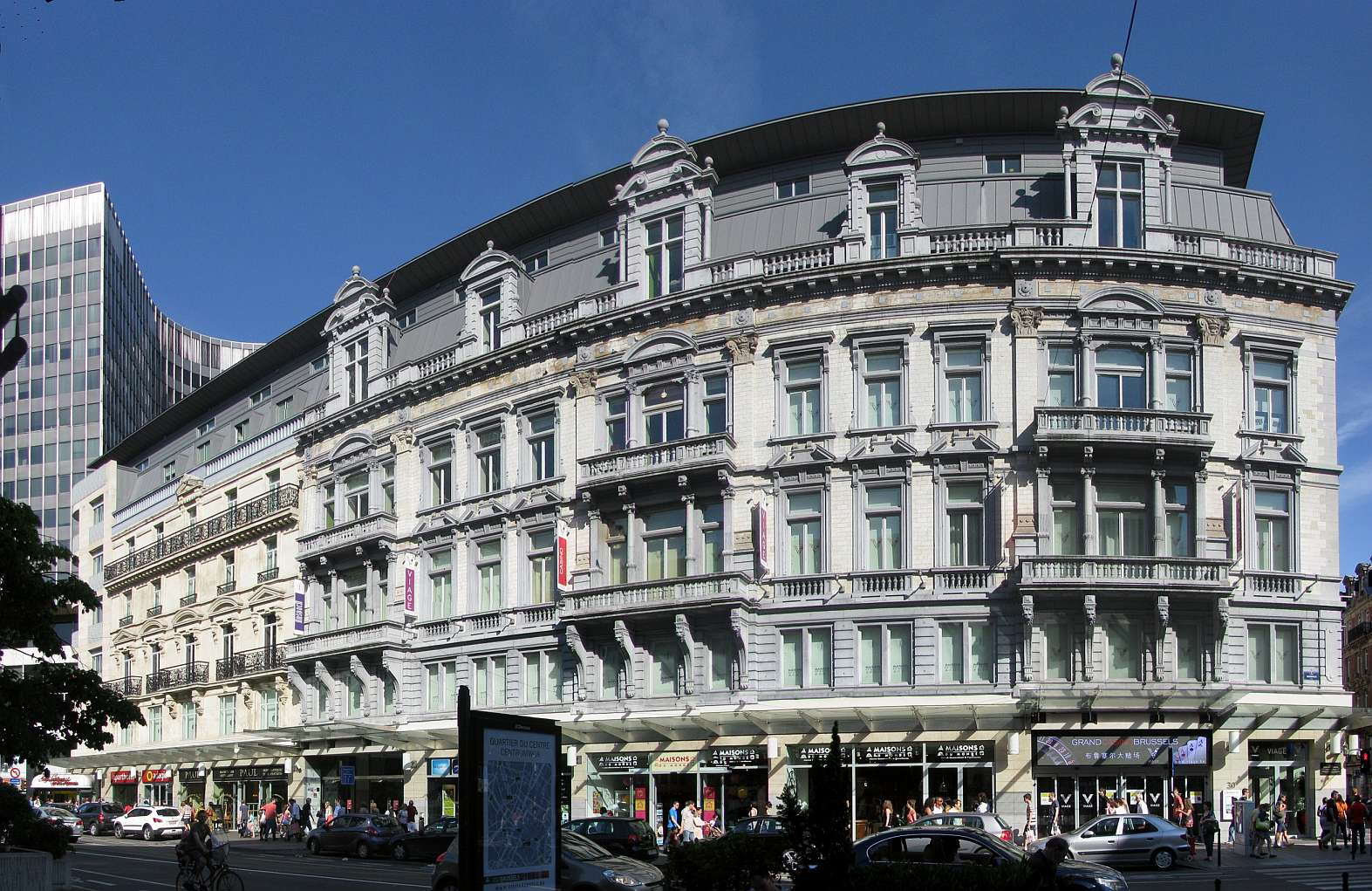
Façades du boulevard Anspach après rénovation (2012)
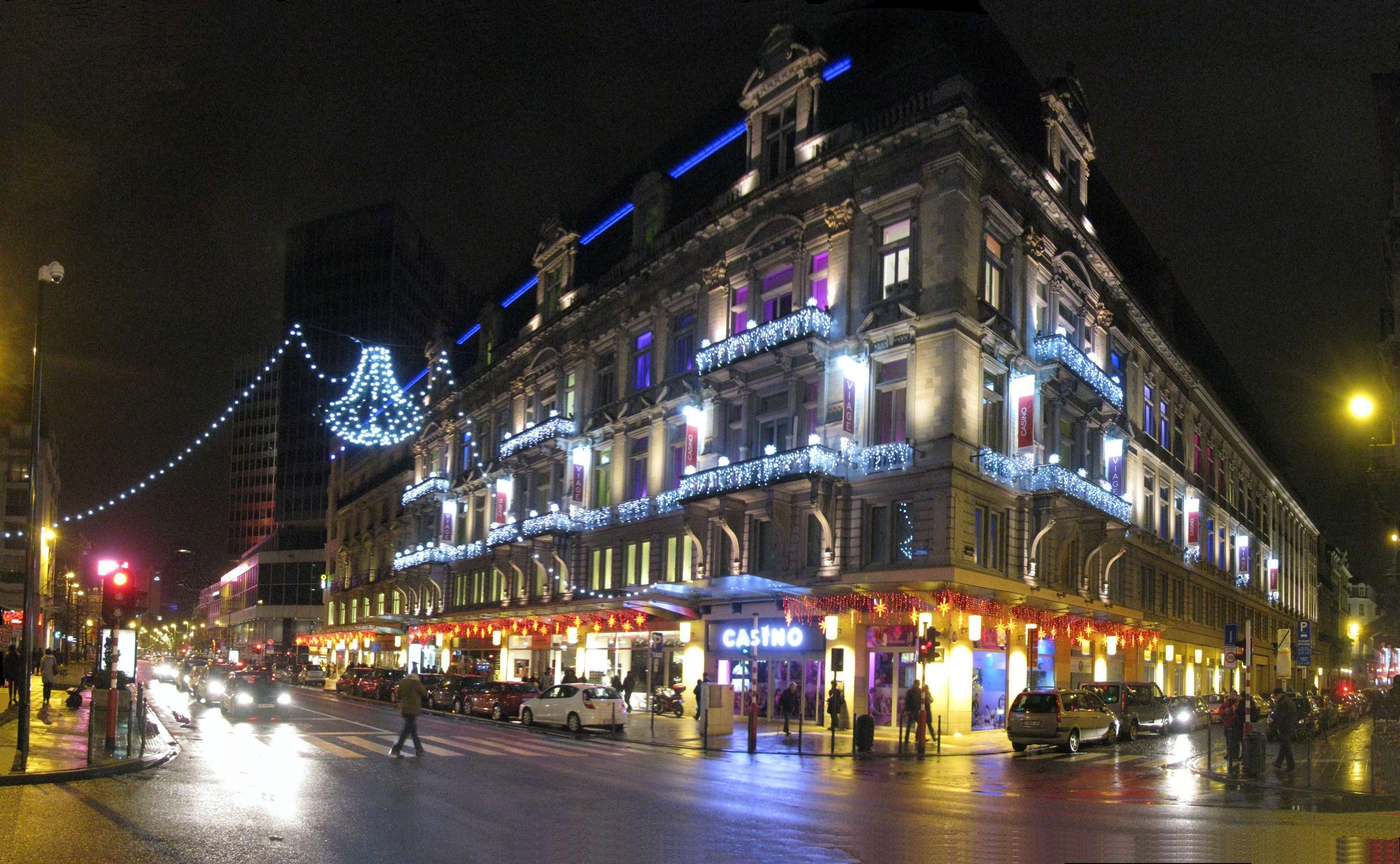
Façades du boulevard Anspach après rénovation, vue de l'angle avec la rue Grétry (2012)
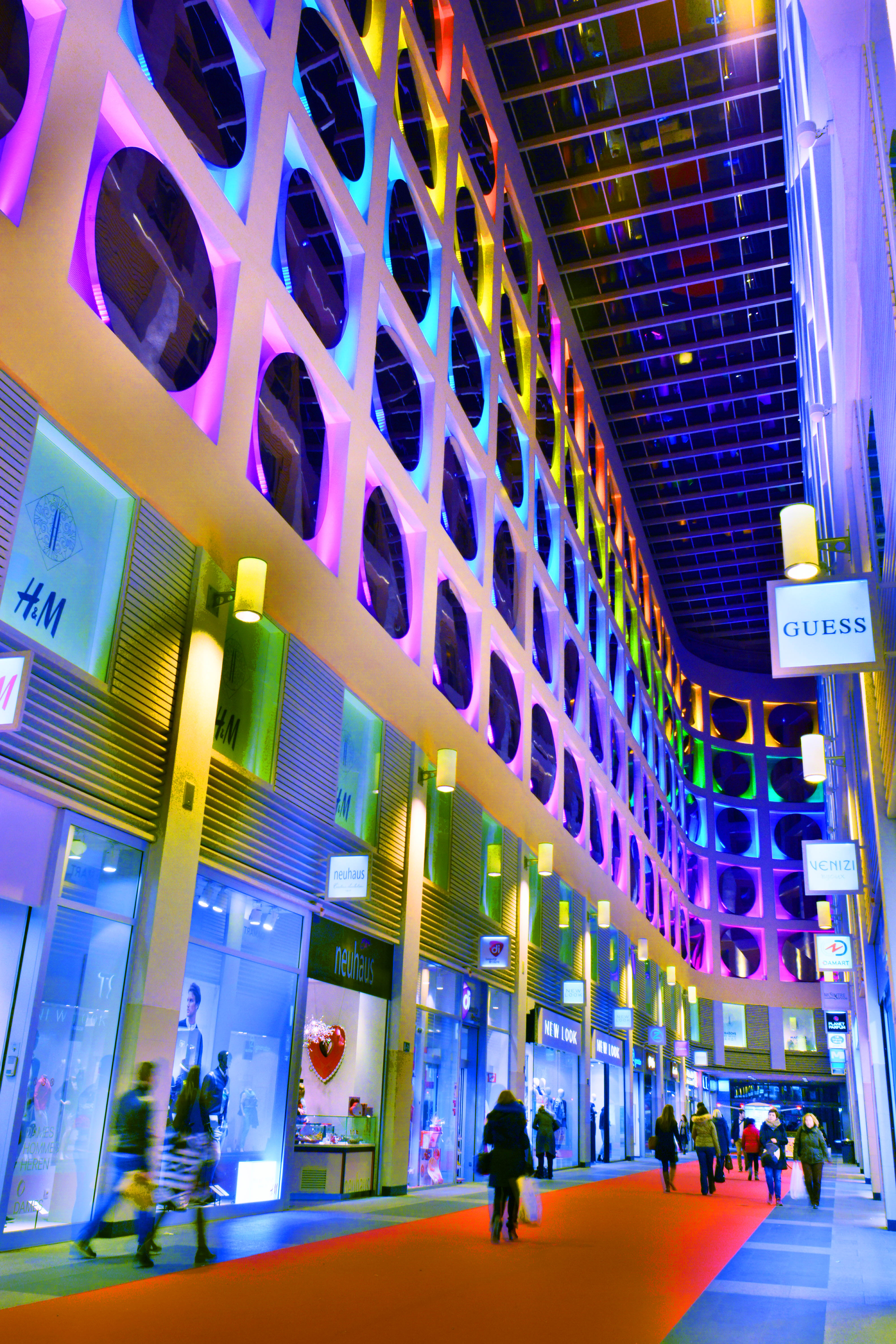
Intérieur de la galerie (2015)